# Braciszek (radziecki film 1927)
Braciszek (ros. Братишка, Bratiszka) – radziecki film niemy z 1927 roku w reżyserii Grigorija Kozincewa i Leonida Trauberga. Film powszechnie uznawany za zaginiony.

## Fabuła
Kierowca starej ciężarówki (Piotr Sobolewski) jest przekonany, że jego samochód "Braciszek" (ros. "Bratiszka") jest jeszcze w stanie długo sprawnie jeździć. Jednak kierownik zakładu, chcąc uratować firmę od zbędnego problemu, sprzedaje tanio ciężarówkę. Dawny kierowca «Bratiszki» postanawia zwolnić się z pracy i przenosi się do nowego pracodawcy - obecnego właściciela pojazdu.

## Obsada
- Piotr Sobolewski jako kierowca
- Siergiej Gierasimow
- Janina Żejmo jako dziewczyna
- Emil Gal jako robotnik w porcie
- Tatjana Guriecka jako konduktor
- Siergiej Martinson
- Andriej Kostriczkin